# Thé en Nouvelle-Zélande
La consommation de thé en Nouvelle-Zélande est l'une des plus importantes du monde ; le pays importe du thé, principalement du thé noir, venu du Sri Lanka. D'abord associé aux marins, le thé se répand dans toutes les classes sociales néo-zélandaises où il devient un produit de base et est associé avec l'émancipation sociale des femmes.

## Histoire

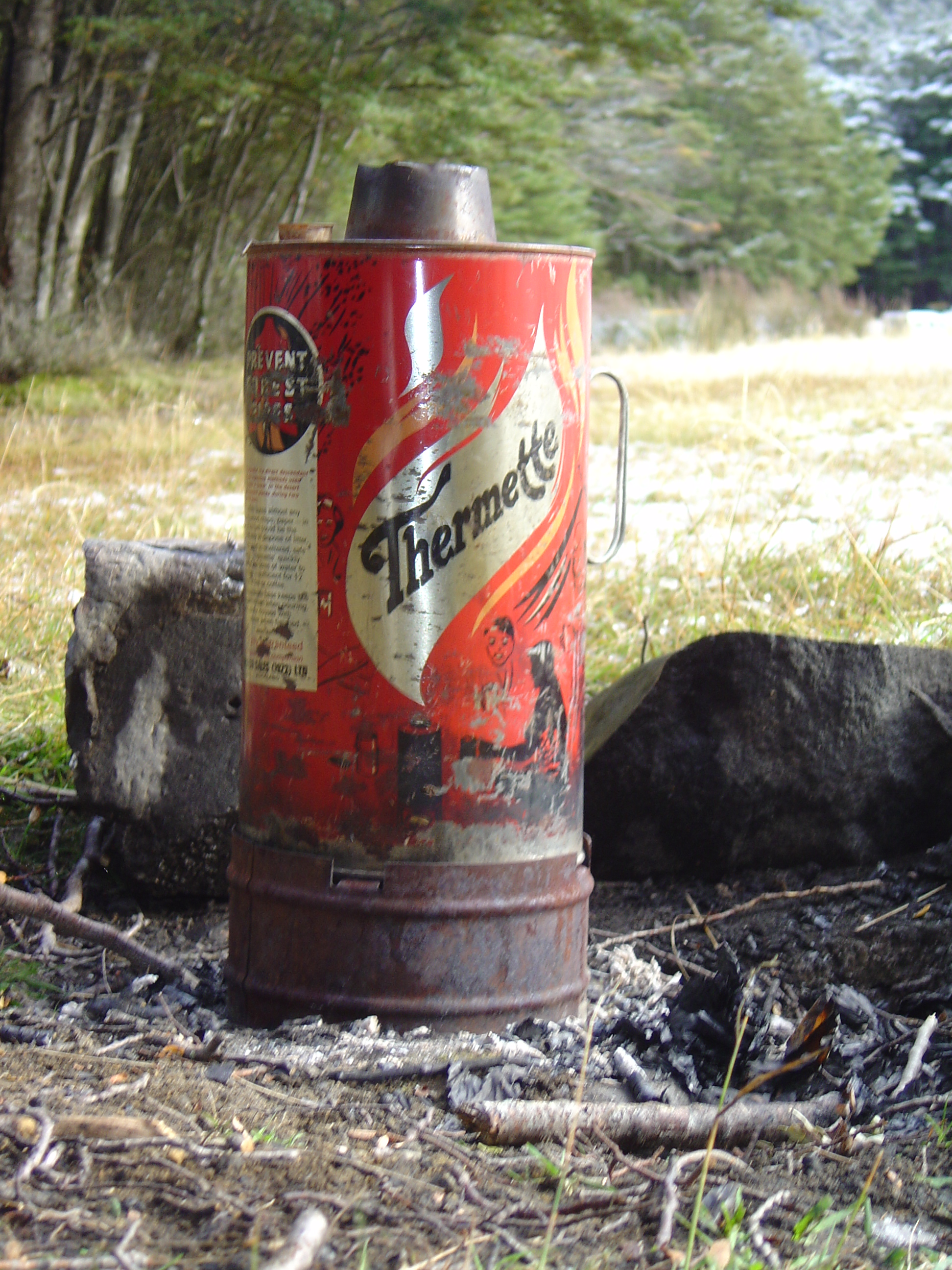
Thermette des années 1960 encore utilisable 40 ans plus tard

Le thé, et plus particulièrement le thé noir, est introduit en Nouvelle-Zélande au cours du XVIIIe siècle par les Européens. Le thé sert d'ailleurs régulièrement de payement aux marins, en particulier ceux embarqués sur des baleiniers. James Cook utilise aussi du manuka à la place du thé quand celui-ci devient trop cher.
La consommation de thé se développe tout au long du XIXe siècle dans les couches Pākehā de la société néo-zélandaise à mesure qu'il devient un produit de plus en plus abordable ; cette baisse du prix du thé vient de la rupture du monopole du thé, alors exclusivement commercialisé par la Chine, par le vol de théiers par Robert Fortune et le développement de cultures de thé dans l'Empire colonial britannique, en particulier l'Inde et le Sri Lanka. Le thé des colonies britanniques devient le thé quasi exclusivement consommé en Nouvelle-Zélande.
Le thé est une boisson mise en avant par les mouvements de tempérance comme alternative saine à l'alcool. En particulier, le thé remplace la bière du petit déjeuner au cours du XIXe siècle. Devant la dégradation du thé vendu, dans lequel on retrouve alors régulièrement du bleu de Prusse, du graphite, des cendres ou du minerai, le gouvernement néo-zélandais décide en 1882 du Tea Examination Act qui met en place une batterie de tests que les thés commercialisés doivent passer, ce qui améliore grandement la qualité des thés trouvables sur le marché,. La seconde moitié du XIXe siècle est aussi l'époque des jardins de thés, lieux de socialisation publics où participent les hommes comme les femmes. L'obtention d'une pause thé est aussi une demande ouvrière. 

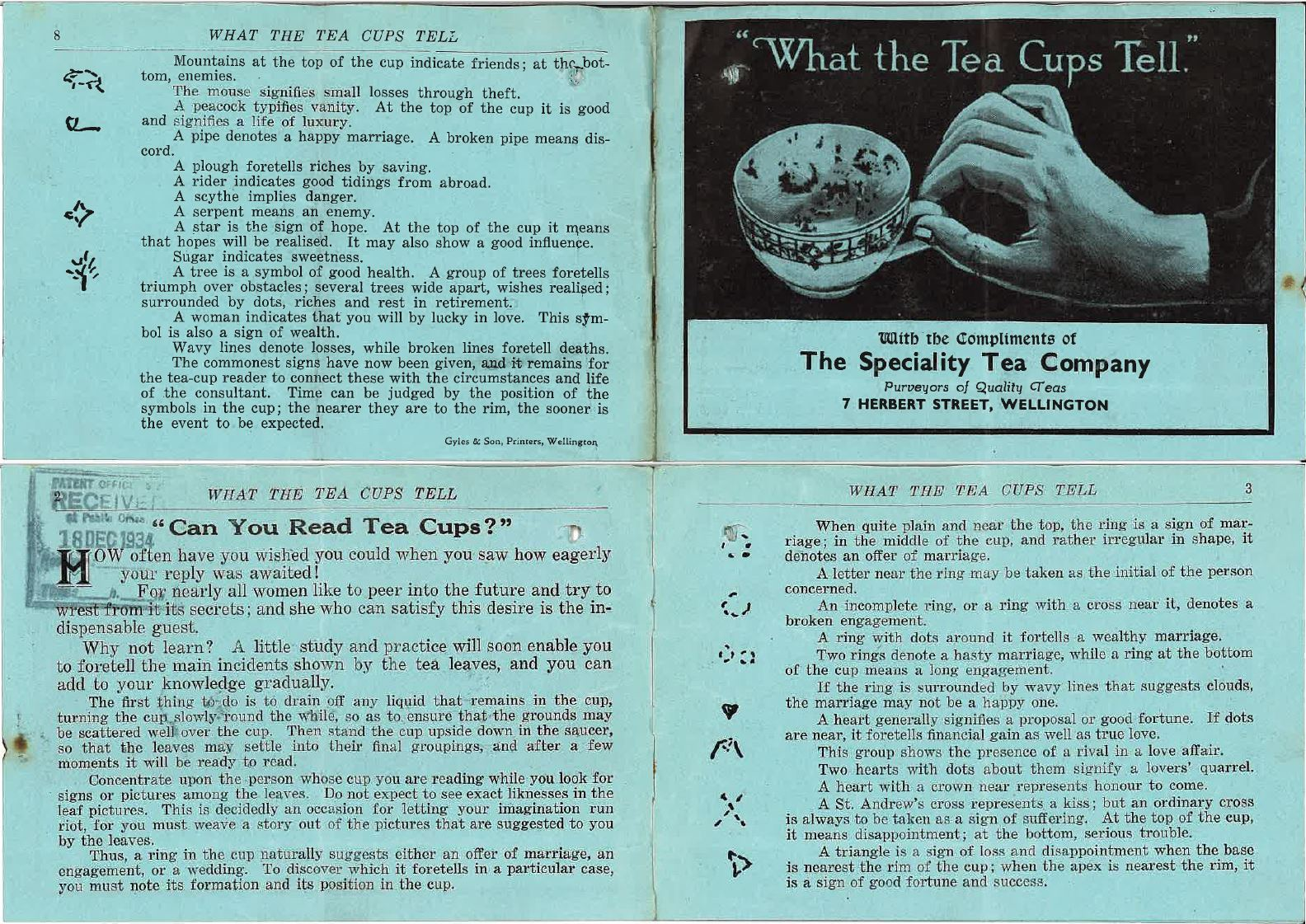
What the Tea Cups Tell, publicité distribuée par un revendeur de thé de Wellington en 1935,

La consommation de thé connait son maximum dans la première partie du XXe siècle, avec jusqu'à 3,5 kg par personne par an. Son importance est telle que le thé est considéré, lors de la seconde guerre mondiale, comme un produit de première nécessité au même titre que le beurre, le sucre, les œufs et la viande et est rationalisé de 1942 à 1948. En 1929, l'ingénieur John Hart invente la thermette, une bouilloire portable dont la publicité vente sa capacité à réchauffer « 12 tasses de thé en 5 minutes » ; son importance est telle que l'armée néo-zélandaise demande en 1939, au début de la guerre, à Hart de renoncer à son brevet afin que l'armée puisse légalement produire ses propres thermettes. 
Le XXe siècle est aussi l'époque des salons de thé, lieux de socialisation essentiellement fréquentés par les femmes. C'est aussi la période du développement de la divination par les feuilles de thé ; celle-ci sert d'argument marketing aux vendeurs de thé, qui distribuent gratuitement des fiches pratiques d'interprétation des symboles formés par les feuilles de thé restant dans une tasse.
La consommation de thé décline à partir des années 1960 en raison de la concurrence d'autres boissons, en particulier du café, atteignant 2 kg par personne et par an en 1984 et 600 g au début du XXIe siècle, avant de réaugmenter,.

## Production

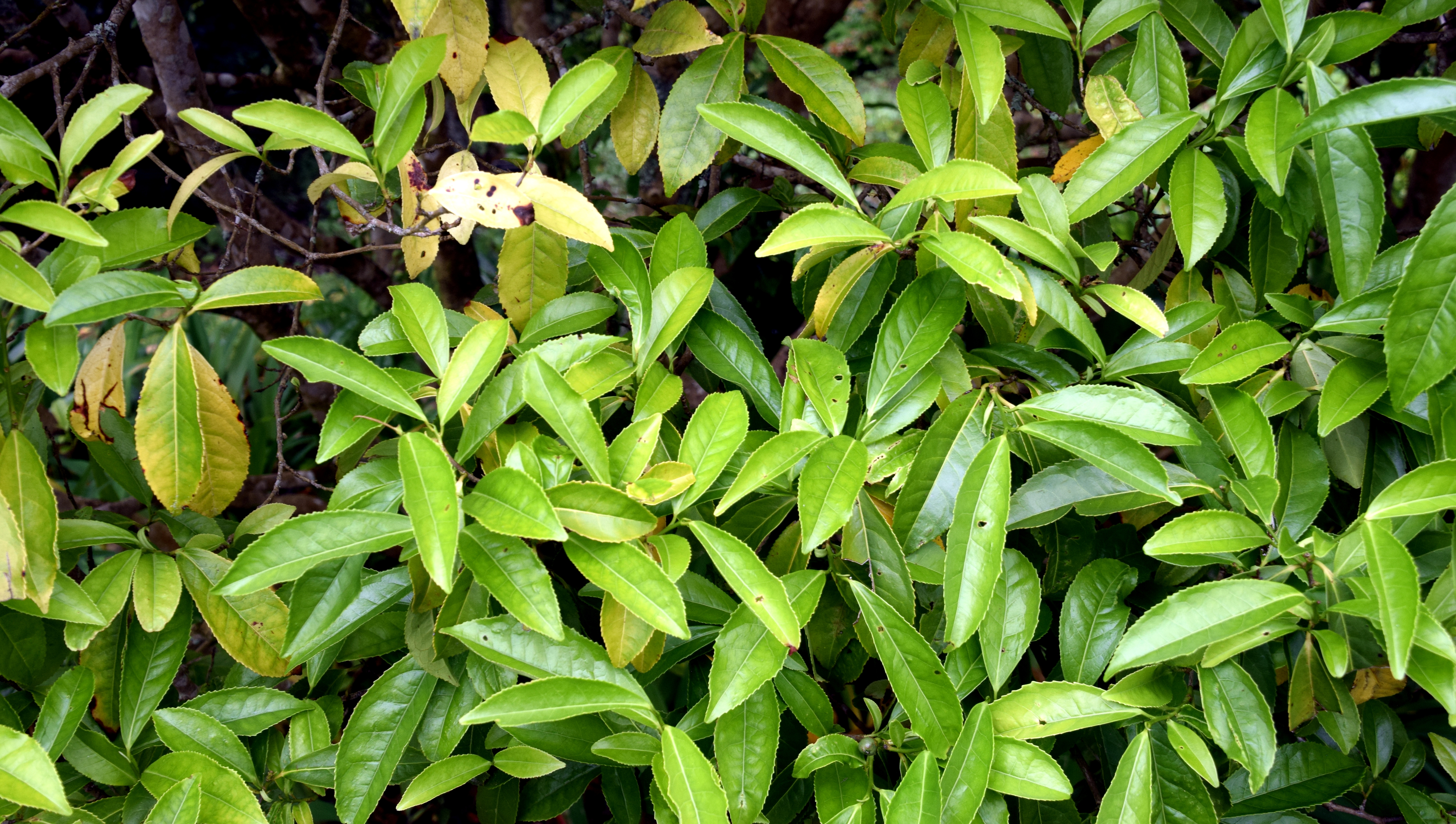
Camellia sinensis var. assamica dans le jardin botanique d'Auckland

La production de thé commence en Nouvelle-Zélande en 1979, à la suite d'une initiative gouvernementale visant à remplacer le tabac par d'autres cultures. À la suite de l'échec de cette première expérience, un entrepreneur japonais rachète les hectares restant, dans l'idée de vendre du thé sur le marché japonais lorsqu'il n'y a pas de production dans l'hémisphère nord en raison de l'hiver. Des cultivars Yabukita sont importés et plantés sur 115 hectares autour de Motueka, et les anciens théiers sont détruits afin d'éviter la pollinisation croisée, mais en raison de mauvaises conditions météorologiques (faible couche d'ozone ne protégeant pas assez les jeunes feuilles des rayons UV, gelées hivernales, vent océanique froid et chargé de sable), seuls 20 hectares subsistent en 1999 et le thé ne se vend pas au Japon : en effet, le thé japonais de qualité est vert puissant, tandis que le thé produit en Nouvelle-Zélande a ses feuilles de couleur jaune,.
En 1993, une initiative privée tente de cultiver et exploiter le thé près d'Auckland, sans succès.
En 1996, une famille d'origine taïwanaise installée dans la région Hamilton, constate que les camélias ornementaux se plaisent dans la région et décide d'y cultiver du thé. Ils importent 1500 boutures de Taïwan, dont une petite centaine survie aux 10 mois de quarantaine. En 2004, une usine équipée de matériel lui aussi importé de Taïwan est installée afin de produire du oolong ; contrairement à ce qui se fait à Taïwan, lors de la production du thé, les feuilles ne sont pas mises à sécher au soleil mais à l'intérieur de serres afin de respecter la réglementation néo-zélandaise. Le premier thé est commercialisé en 2009 ; en 2012, la ferme compte 48 hectares de théiers. Outre du oolong, la ferme produit aussi du thé vert et sert d'attraction touristique.

## Consommation

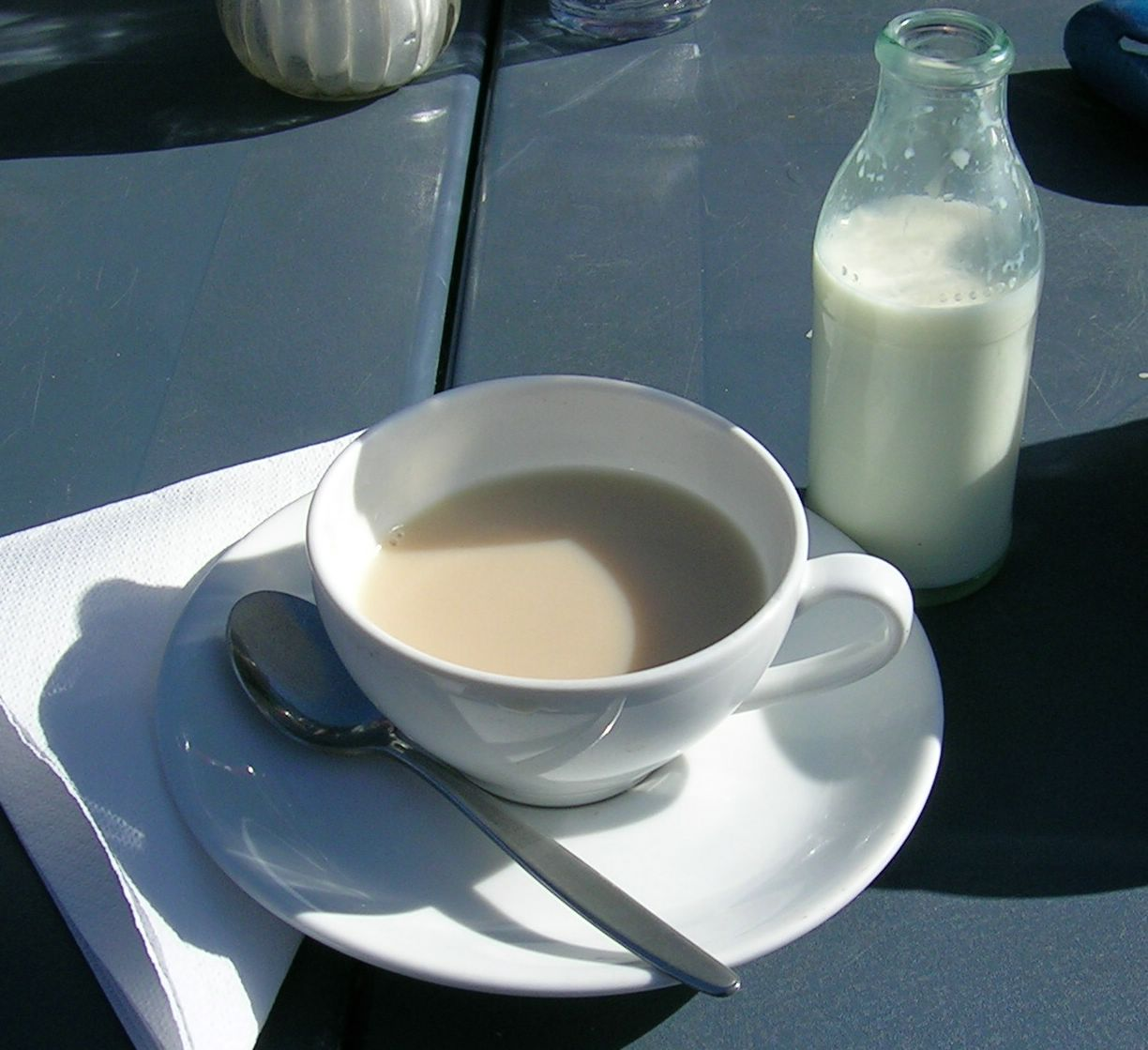
Tasse de thé servie accompagnée d'une mini bouteille de lait dans un café de Wellington, 2005

Autour des années 1990, la consommation de thé évolue en Nouvelle-Zélande, avec une montée en gamme et un développement de la consommation de thés orthodoxes au détriment des thés CTC. Ce changement de la demande est alimenté par le développement du tourisme, car de plus en plus de néo-zélandais visitent l'Asie et en rapportent de nouvelles exigences concernant le thé. La demande croissante pour les thés orthodoxes s'accompagne du développement de boutiques spécialisées dans le thé dans le pays.
Le thé n'est pas uniquement consommé à la maison, mais aussi dehors, à l'occasion de pique-nique.
En 2016, la Nouvelle-Zélande est le 6e pays le plus consommateur de thé au monde par habitant, derrière la Turquie, l'Irlande, le Royaume-Uni, l'Iran, la Russie et le Maroc, avec 1,119 kg par personne et par an. Le thé bu est majoritairement du thé noir importé du Sri Lanka.